# Ікса (Юринський район)
Ікса́ (рос. Икса, марій. Икса) — присілок у складі Юринського району Марій Ел, Росія. Входить до складу Юркинського сільського поселення.

## Населення
Населення — 18 осіб (2010; 15 у 2002).
Національний склад (станом на 2002 рік):
- марі — 60 %
- росіяни — 33 %